# Convención Evangélica Bautista Argentina
La Convención Evangélica Bautista Argentina también conocida como Confederación Evangélica Bautista es una asociación cristiana evangélica de iglesias bautistas que tiene su sede en Buenos Aires, Argentina. Ella está afiliada a la Unión Bautista Latinoamericana y a la Alianza Bautista Mundial. 

## Historia

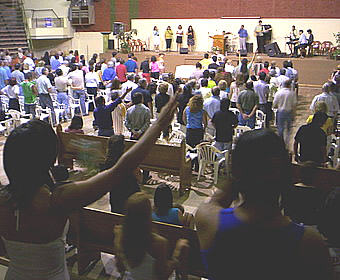
Servicio en la Iglesia Pueblo Nuevo de Bahía Blanca, afiliada a la Convención.

La Convención tiene sus orígenes en el establecimiento de la primera Iglesia bautista en Santa Fe (Argentina) por Paul Besson, un misionero suizo en 1881, y las misiones americanas de la Junta de Misiones Internacionales en 1903. Se funda en 1908. Según un censo de la asociación, en 2023 dijo que tenía 670 iglesias y 85,000 miembros.

## Escuela
La convención tiene un instituto teológico afiliado, el Seminario Internacional Teológico Bautista de Buenos Aires, fundado en 1912.

## Organización Misionera
La Convención tiene una organización misionera, Agencia Misionera Internacional. 

## Programas sociales
Tiene una organización humanitaria, Red Nacional Amor en Acción. 